# Famille des Acres
La famille des Acres est une famille noble d'ancienne extraction de Normandie, sur preuves de 1491. Elle a reçu les titres de baron et marquis de L'Aigle (Orne).
Elle est éteinte dans les mâles, mais subsiste par les femmes.

## Histoire
Primitivement originaire d'Eure-et-Loir, la famille des Acres a possédé de tout temps une terre nommée Les Acres (les vestiges de la demeure féodale sont vraisemblablement ceux retrouvés au Mesnil-Thomas), entre les communes de Senonches et de Châteauneuf-en-Thimerais.
Elle est une famille noble sur preuves de 1491  (preuves établies auprès de D'Hozier, pour les honneurs de la Cour, auxquels elle a été admise à deux reprises)[réf. nécessaire].
Les membres de la famille des Acres ont ensuite, par mariages, été seigneurs des terres de La Barberie, de Chenonville, de la Chappelle-Viel, du Lac, de La Saludie. Puis, par le mariage le 27 décembre 1587 de Sébastien des Acres avec Marie d'Aubray, baronne de l'Aigle, la famille des Acres est devenue la famille des Acres de l'Aigle.[réf. nécessaire]
Elle compte parmi ses membres, deux chevaliers de Malte (1610 et 1683), deux lieutenants du roi, un délégué de la noblesse d'Alençon pour la rédaction de la coutume de Normandie, une gouvernante des princesses de Condé, plusieurs brigadiers des armées du roi, deux maréchaux des camps et armées du roi, plusieurs députés, conseillers départementaux.
Elle compte par ailleurs un doyen des chevaliers de l'ordre de Saint-Louis.
Elle a été reçue aux honneurs de la Cour en 1772, 1774 et 1785, sur preuves d'une filiation suivie depuis 1491.
Elle a été admise en 1975 à l'Association d'entraide de la Noblesse française,.
Elle est éteinte en filiation masculine légitime depuis 1996. Une postérité naturelle en ligne féminine subsiste.[réf. nécessaire]

## Personnalités
- Jacques Louis des Acres (1671-1768), mestre de camp des régiments de L'Aigle créés en 1695 et 1702.
- Louis Gabriel des Acres, comte de L'Aigle (1705-1774), mestre de camp du régiment de L'Aigle (1702-1714) puis du régiment d'Enghien, fait en 1748 lieutenant général des armées du roi[7]
- Louis des Acres de L’Aigle (1734-1794), général de brigade guillotiné le 8 mars 1794.
- Augustin-Louis-Victor des Acres de L'Aigle (1766-1867), général et député de l'Oise.
- Henri des Acres de L'Aigle (1803-1875), militaire, député et conseiller général de l'Oise.
- Robert des Acres de L'Aigle (1843-1931), député et conseiller général de l'Oise (arrière petit fils de Louis des Acres de L'Aigle 1734-1794, supra) ;
- Marie-Joseph Charles des Acres de L'Aigle (1875-1935), député de l'Oise, maire de Rethondes

## Demeures
- La Mancelière (Eure-et-Loir)
- La Chapelle-Viel (Orne)
- Château de L'Aigle (Orne)
- Château du Francport, à Choisy au Bac (Oise)

## Filiation
```
Jean des Acres, écuyer (vers 1191) (non rattaché à la filiation prouvée)
│
└─> Florentin des Acres (†1557), écuyer, seigneur de 
La Mancelière

    │
    └─> Sébastien des Acres, seigneur de 
La Chapelle-Viel
 et de La Mancelière
        x(1587) Marie d'Aubrai
        │
        ├─> Nicolas des Acres, 28° baron de L'Aigle (†09/09/1628)
        │   x(12/05/1612) Geneviève de Vipart de Silly
        │   │
        │   └─> 
Jacques des Acres
 (†1693), 29° et dernier baron puis 
1
er
 marquis de L'Aigle
        │       x(19/12/1640) Marie de Briançon, dame de la Saludie
        │       ├─> Chrétienne Madeleine des Acres, prieure du couvent de Notre-Dame de la Dilection
        │       └─> Louis des Acres (1642-†21/03/1717), 2° marquis de L'Aigle, baron du Lac et de la Saludie, lieutenant du Roi (
bataille de saint-Gothard
 -1664), fait édifier le 
château de L'Aigle

        │           x(07/04/1669) Marie-Charlotte de Lancy Paray (†27/08/1724)
        │           │
        │           └─> Jacques-Louis des Acres (1671-20/01/1767), 3° marquis de L'Aigle, lieutenant du Roi, brigadier des armées du Roi
        │               x1(1698) Marie Chopin (†1723)
        │               ├─> Louis des Acres, comte de L'Aigle, (†1794)
        │               ├─> Louis-Gabriel des Acres (14/07/1705-29/01/1774), 4° marquis de L'Aigle, lieutenant général des armées du Roi
        │               │   │
        │               │   │       Nicolas Petit, Chevalier, seigneur de Villeneuve et Passy
        │               │   │       x Marie-Anne Neyret
        │               │   │       │
        │               │   x1-(1735) Anne Petit de Villeneuve (†1735)
        │               │   │
        │               │   │       Charles Loquet
        │               │   │       │
        │               │   x2-(1740) Marie Locquet de Grandville († 06/09/1750)
        │               │   │
        │               │   │             Jan II Willem van Waes, baron souverain de Kessenich
        │               │   │             x Catherine van den Berghe comtesse de Limminghe
        │               │   │             │
        │               │   x3-(19/05/1756) Anne Salomé Josephe, baronne de Waes
        │               │   ├─> Fortunée Françoise Josephe
        │               │   └─> Jacques Louis 
Joseph
 des Acres de L'Aigle (18/03/1758 - guillotiné le 05/08/1794), 5° et dernier marquis de L'Aigle
        │               │        x Aglaé Henriette Flore Calixte de Gaucourt
        │               │        └─> Henriette Caroline, morte mineure
        │               │
        │               ├─> Marie de L'Aigle (19/05/1700 †22/12/1762), mariée le 11/05/1724 à Parfait de Prunelé,
        │               │                                                                    seigneur de Thignonville
        │               │
        │               ├─> Marie-Thérèse des Acres (16/04/1702), mariée le 02/12/1720 à Jacques-Adrien-Alexandre du Bosc
        │               │                                                                        de Marchainville
        │               │
        │               ├─> Angélique-Charlotte des Acres († 02/1740), mariée en 04/1736 à Louis de Karuel-Merey
        │               │
        │               ├─> Angélique des Acres (18/06/1704 †1746) dite demoiselle de L'Aigle
        │               │
        │               x2(1732) Gabrielle-Françoise de 
Château-Thierry
, veuve baron de Ray
        │               └─> 
Louis des Acres de L’Aigle
 (05/04/1734 - guillotiné le 09/03/1794), maréchal de camp en 1780
        │                     │
        │                     x(03/03/1763) 
Anne-Espérance Chauvelin
 (08/12/1725)
        |                     ├─> Louis Espérance des Acres, à nouveau marquis de L'Aigle après la Restauration
        |                     |     └─> Arthur des Acres de L'Aigle
        |                     |         └─> 
Robert des Acres de L'Aigle

        |                     |               └─> 
Marie-Joseph Charles des Acres de L'Aigle

        │                     └─> 
Augustin-Louis-Victor des Acres de L'Aigle
, à nouveau comte de L'Aigle après la Restauration
                                    └─> 
Henri des Acres de L'Aigle

        │
        └─> Jean des Acres
```

## Alliances
Les principales alliances de la famille des Acres de l'Aigle sont : Lemoine, de Vipart, de Lancy-Raray, de Château-Thierry, de Locquet de Grandville, de Waës, de Gaucourt, Chauvelin, de Vintimille du Luc, Sartoris, Greffulhe, de Colbert-Chabanais, de Broglie, de Moges, Loppin de Montmort, de Grammont-Crillon, de La Cour-Balleroy, Bassompierre-Sewrin, de Vischer de Celles, de Ganay, de Menthon, Germain de Monforton, de Gramont-Lesparre, de Sainte-Aldegonde, de Vassal-Rignac.

## Armes et devise
La famille des Acres porte d’argent à trois aigles de sable Ces armes sont dites parlantes puisqu'elles rappellent directement l'un des principaux fiefs historiques de la famille, L'Aigle, dans l'actuel département de l'Orne, en Normandie.